# Luboš Smutka
Luboš Smutka (23. února 1926 Praha – 31. srpna 1951 Věznice Pankrác) byl český pekař odsouzený v politickém procesu komunistickým režimem k trestu smrti a v roce 1951 popraven.

## Životopis
Narodil se v roce 1926 v pražském Zlíchově jako jedináček matce Marii a otci Josefovi, který se živil jako majitel pekárny. Po absolvování obecné školy a čtyřech let studia na měšťanské škole navštěvoval živnostenskou školu a vyučil se pekařem. Poté pracoval v pekárně u svého otce. Ta však byla brzy po komunistickém převratu znárodněna a Smutka tak v ní začal působit jako dělník. Žil v pražských Hlubočepech. Byl rovněž vlastníkem tříčtvrtinového podílu na panelovém domě v Břevnově. V roce 1948 mu byla diagnostikována cukrovka, kvůli které byl od dubna 1950 v pracovní neschopnosti. Kvůli těmto zdravotním problémům nebyl nikdy povolán k povinné vojenské službě. V březnu 1948 uzavřel manželství se svou partnerkou Alžbětou. Měl s ní jednoho syna Luboše Smutku.

### Distribuce potravinových lístků a smrt
V roce 1947 se seznámil s Václavem Vacínkem, přičemž v roce 1950 jej Vacínek zasvětil do ilegální činnosti, kterou provozoval se svým kolegou Janem Matičkou. Vzhledem k nepříznivé finanční situaci Smutkovi rodiny po znárodnění jejich pekárny se zapojením do ilegálních aktivit souhlasil. Ty spočívaly v distribuci a prodeje falešných potravinových lístků. V červnu 1951 byla však skupina odhalena a Smutka tak byl téhož měsíce zatčen. Nebyl však převezen do vazby, ale vzhledem ke svému zdravotnímu stavu do vězeňské nemocnice. Za trestný čin ohrožení zásobování byl v politickém procesu zvaném Matička a spol. konaném v červenci 1951 odsouzen k trestu smrti. Během proceus byl zdůrazňován Smutkův údajný „buržoazní původ“. Ještě téhož měsíce zamítl Nejvyšší soud Smutkovo odvolání a prezident Klement Gottwald mu odmítl udělit prezidentskou milost. Popraven tak byl v srpnu 1951 spolu s Matičkou a Vacínkem. Několik dalších osob bylo v procesu odsouzeno k dlouholetým trestům odnětí svobody včetně doživotních trestů. Rehabilitován byl po sametové revoluci v lednu 1991.